# Aegyptobia thujae
Aegyptobia thujae är en spindeldjursart som beskrevs av Baker och James P. Tuttle 1964. Aegyptobia thujae ingår i släktet Aegyptobia och familjen Tenuipalpidae. Inga underarter finns listade i Catalogue of Life.